# Цимбал Тарас Володимирович
Тарас Володимирович Цимбал (18 липня 1983, Кролевець) — український соціолог, перекладач наукової літератури.

## Освіта і викладацька діяльність
Закінчив факультет соціології Київського національного університету імені Тараса Шевченка (2000—2002, 2003—2006) та аспірантуру того ж таки факультету (2006—2009). Кандидат соціологічних наук (2009). Стажувався у вишах за кордоном, зокрема в Коледжі Густава Адольфа (Міннесота, США; 2002—2003), Лундському університеті (Сконе, Швеція; 2006), Яґеллонському університеті (Краків, Польща; 2006—2007), Гарвардському університеті (Массачусетс, США; 2007), Каліфорнійському університеті (Санта-Барбара (Каліфорнія), США; 2013—2014).
Викладає курси історії соціології, соціальної антропології та соціологічних теорій глобалізації на факультеті соціології Київського національного університету імені Тараса Шевченка.
Пропагує написання студентами статей у Вікіпедії замість рефератів. Координатор всеукраїнського соціологічного часопису «СВОЄ».
Сестра — Цимбал Ярина Володимирівна.

## Наукові публікації
Деякі наукові публікації:
- Цимбал Т. В. Класичні концептуальні антецеденти теорій глобалізації // Методологія, теорія та практика соціологічного аналізу сучасного суспільства: Збірник наукових праць. — Х.: ХНУ ім. Василя Каразіна, 2007. — С. 66–70;
- Цимбал Т. В. Проблема періодизації процесу глобалізації в сучасній західній соціології // Нова парадигма. — 2008. — № 78. — С. 166—177;
- Цимбал Т. В. Емерджентні властивості глобальної соціальної системи // Нова парадигма. — 2009. — № 82. — С. 153—163;
- Цимбал Т. В. Перспективи соціального порядку в глобальній соціальній системі зі структурно-функціоналістського погляду // Віче. — 2009. — № 22. — С. 29–32;
- Цимбал Т. В. Інтеграція теорій глобалізації в соціологічну теорію: Концептуальний і методичний аспекти // Вісник ХНУ. Серія «Соціологія». — 2010. — № 891. — С. 44–49;
- Цимбал Т. В. Історичні прецеденти глобалізації та особливості її сучасного етапу // Інноваційний розвиток суспільства за умов крос-культурних взаємодій. Секція 4. Освіта, культура, наука як чинники інноваційного розвитку (частина 1): Матеріали першої міжнародної конференції. — Суми: СОІППО, 2008. — С. 80–81;
- Цимбал Т. В. Зникнення «інших» як ознака глобальної системи // «Шевченківська весна»: Матеріали міжнародної науково-практичної конференції студентів, аспірантів та молодих вчених. Випуск IV. Ч. 1. — Київ: Київський національний університет імені Тараса Шевченка, 2008. — С. 171—173;
- Цимбал Т. В. Хронологічна конкретизація та періодизація глобалізації в сучасній західній соціології // Наукові студії Львівського соціологічного форуму «Багатовимірні простори сучасних соціальних змін»: Збірник наукових праць. — Львів: Львівський національний університет імені Івана Франка, 2008. — С. 100—107.

## Переклади
- Радимен, Вільям. Плуг, мор і нафта: Як людство здобуло контроль над кліматом / Пер. з англ. і наук. ред. Тарас Цимбал. — К.: «Ніка-Центр», 2013. — 272 с. — Серія «VIAE HUMANAE», вип. 6.
- Фейґен, Браян. Велике потепління: Зміна клімату та піднесення й гибель цивілізацій / Пер. з англ. Тарас Цимбал. — К.: «Ніка-Центр», 2013. — 272 с.— Серія «VIAE HUMANAE».
- Велз, Спенсер. Посіви Пандори: Непередбачена ціна цивілізації / Пер. з англ. і наук. ред. Тарас Цимбал. — К.: «Ніка-Центр», 2011. — 240 с. — Серія «VIAE HUMANAE».
- Беркгоф, Карел. Жнива розпачу: Життя і смерть в Україні під нацистською владою / Переклад з англ. Тарас Цимбал. — К.: «Критика», 2011. — 456 с.
- Кон, Норман. Привід для геноциду: Міф про всесвітню змову євреїв і «Протоколи сіонських мудреців» / Пер. з англ. Тарас Цимбал. — К.: «Самміт-Книга», 2011. — 348 с.[5]
- Російський імперіалізм / За ред. Тараса Гунчака; пер. з англ. Тарас Цимбал. — К.: «КМ-Академія», 2010. — 395 с.
- Даймонд, Джаред. Зброя, мікроби і харч: Витоки нерівностей між народами / Пер. з англ. Тарас Цимбал. — К.: «Ніка-Центр», 2009. — 488 с.
- Вахудова, Анна Мілада. Нерозділена Європа: Демократія, важелі впливу та інтеграція після комунізму. / Пер. з англ. Тарас Цимбал. — Київ: «КМ-Академія», 2009. — 379 с.
- Квієк, Марек. Університет і держава: Вивчення глобальних трансформацій / Пер. з англ. Тарас Цимбал. — Київ: «Таксон», 2009. — 380 с.
- Фезерстоун Майк, Леш Скот, Робертсон Роланд. Глобальні модерності / Пер. з англ. Тарас Цимбал. — Київ: «Ніка-Центр», 2008. — 400 с.
- Рубл, Блер. Капітал розмаїстости: транснаціональні мігранти в Монреалі, Вашинґтоні та Києві / Пер. з англ. Тарас Цимбал. — К.: «Критика», 2007. — 366 с.
- Еліс, Джозеф. Брати-засновники. Революційне покоління/ Пер. з англ. Тарас Цимбал. — Київ: «Ніка-Центр», 2014. — 296 с.
- Койн, Джеррі. Чому еволюція правдива?/ Пер. з англ. Тарас Цимбал. — Київ: «Наш Формат», 2015. — 296 с.
- Ґальфар, Кристоф. Всесвіт на долоні. Подорож крізь простір, час та за їхні межі / Пер. з англ. Т. Цимбал. — Київ: Yakaboo publishing, 2017. — 309 с. — ISBN 978-966-97633-4-1
- Докінз, Річард. Ілюзія Бога. / Пер. з англ. Тарас Цимбал. — Харків: КСД, 2018. — 432 стор. – ISBN 978-617-12-5413-8

### Переклади у співпраці
- Венс, Джеймс Дейвід. Гілбільська елегія. Спогади про родину та культуру в стані кризи / Пер. з англ. Тарас Цимбал і Артемій Дейнека. — Київ: «Ніка-Центр», 2019. — 240 с.
- Атлас біблійної історії / Пер. з англ. Микола Климчук і Тарас Цимбал. — К.: «Картографія», 2010. — 192 с.
- Вулф, Ларі. Винайдення Східної Европи: Мапа цивілізації у свідомості епохи Просвітництва / Пер. з англ. Сергій Біленький і Тарас Цимбал; наук. ред. Тарас Цимбал. — К.: «Критика», 2009. — 592 с.[6]
- Мак-Ґрат, Алістер. Інтелектуальні витоки європейської Реформації / Пер. з англ. Микола Климчук і Тарас Цимбал. — Київ: «Ніка-Центр», 2008. — 344 с.
- Саїд, Едвард. Культура й імперіялізм / Пер. з англ. Катерина Ботанова і Тарас Цимбал. — Київ: «Критика», 2007. — 608 с.
- Сміт, Ентоні. Нації та націоналізм у глобальну епоху / Пер. з англ. Микола Климчук і Тарас Цимбал. — К.: «Ніка-Центр», 2006. — 320 с. (ISBN 966-521-401-2)
- Шивельбуш, Вольфґанґ. Смаки раю. Соціальна історія прянощів, збудників та дурманів / Пер. з англ. Юрко Прохасько і Тарас Цимбал. — Київ: «Ніка-Центр», «Видавництво Анетти Антоненко», 2016. — 256 с.